# Chick flick
Chick Flick és un terme d'argot, per al gènere cinematogràfic que s'atén específicament als interessos de les dones i es comercialitza cap a la demografia femenina. En general, tendeixen a atraure més a un públic femení més jove i tracten principalment amb l'amor i el romanç. Tot i que molts tipus de pel·lícules es poden dirigir a un públic femení, el terme "chick flicks" s'utilitza normalment només en referència a pel·lícules que contenen drames personals i emocions o temes basats en les relacions (encara que no necessàriament romàntiques, ja que les pel·lícules es poden centrar). sobre les relacions pares-fills o amics). Les "chick flicks" sovint s'estrenen en massa cap al del dia de Sant Valentí, sent pel·lícules que, tot i tenir un públic objectiu clarament femení, també estan pensades per ser vistes a cites (especialment cites heterosexuals).

## Història
El terme "chick flick" no es va utilitzar àmpliament fins als anys 80 i 90. Té les seves arrels a les " pel·lícules de dones " de principis del segle xx, que retrataven la dona com a víctima i mestressa de casa, i més tard al cinema negre dels anys quaranta i principis dels cinquanta, que retrata l'amenaça de les dones sexualitzades. A la dècada de 1950, moltes dones que estaven a la força de treball durant la Segona Guerra Mundial es van enfrontar a la transició de tornada a la llar. Brandon French assenyala que les pel·lícules de dones dels anys 50 "van donar llum a un cúmul diferent de problemes i situacions a què es van enfrontar les dones en la seva transició dels anys quaranta als seixanta: el romanç, el festeig, la feina, el matrimoni, el sexe, la maternitat, el divorci, la solitud, l'adulteri., l'alcoholisme, la viduïtat, l'heroisme, la bogeria i l'ambició".

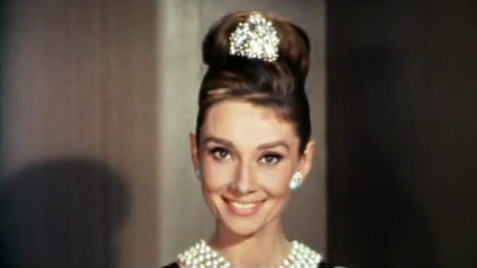
Audrey Hepburn a Breakfast at Tiffany's (1961), un dels primers exemples de "chick flicks"

La pel·lícula Breakfast at Tiffany's (1961), comunament coneguda com una de les pel·lícules "clàssiques" de l'època daurada del cinema, de vegades es considera una "chick flick" primerenca a pels elements comuns com tractar amb la solitud, el materialisme obsessiu i els finals feliços. L'autora Molly Haskell ha suggerit que les "chick flicks" són molt diferents de les pel·lícules de dones dels anys 40 i 50, ja que ara "canten una melodia diferent". Sent que són "més desafiants i optimistes, postmoderns i postfeministes" .
A la dècada de 1980, als Estats Units, es van publicar una successió d'imatges de drama adolescent també etiquetades com a "chick flicks", moltes del director John Hughes, autor de pel·lícules com Ferris Bueller's Day Off, Sixteen Candles o Pretty in Pink. Aquests sovint tenien un to diferent i més realista que les pel·lícules anteriors, amb elements dramàtics com l'avortament i l'alienació personal.
Diverses "chick flicks" s'han modelat a partir de la història de la Ventafocs i altres contes de fades (per exemple , A Cinderella Story (2004), Ever After (1998) i Pretty Woman (1990) ), o fins i tot Shakespeare en el cas de She's the Man (2006). ), 10 Things I Hate About You (1999) o Anyone But You (2024). A més, un gran nombre s'han adaptat de novel·les populars (per exemple, Els diaris de la princesa (2001) i El diable vesteix de Prada (2006) ) i de clàssics literaris (per exemple, Donetes (1994)) . Tot i que la majoria de les pel·lícules que es consideren chick flick són alegres, algunes pel·lícules de suspens també entren en aquesta categoria, com What Lies Beneath (2000).

## Evolució i polèmica
Aquestes obres han augmentat des de la dècada de 1980, sobretot a principis de la dècada de 2000, i van continuar evolucionant durant la dècada de 2010 i principis de la dècada de 2020. En el seu primer desenvolupament, les pel·lícules es van crear com a pel·lícules dirigides a dones blanques, principalment amb personatges, temes i interessos de dones blanques.
A mesura que el gènere es desenvolupava, hi havia repetitivitat en la trama i els personatges d'aquestes produccions. Les "chick Flicks" sovint començaven amb protagonistes solteres, que poc després de conèixer inesperadament una parella adequada i encantadora, les seves vides milloren.
Les primeres produccions d'aquest gènere no s'etiquetaven inicialment com a “chick flicks”; només eren conegudes com "Girly Films"."El que la diferencia d'altres pel·lícules dirigides a una dona és el seu enfocament en la cultura de consum". Pel·lícules emblemàtiques del gènere com Clueless (1995), The Princess Diaries (2001) i Mean Girls (2004) actuen com a prova d'això. En tots ells, la compra de roba, maquillatge o sabates femenins es presenta com una gran part de la identitat de les dones; en aquest sentit, el "make over" és un recurs recurrent i molt rellevant. Les dones sovint són retratades com excessivament emocionals i dependents dels homes; reforçant les expectatives patriarcals de la societat que les dones haurien de prioritzar trobar parella romàntica i casar-se. Aquestes expectatives es poden interpretar a partir de pel·lícules com He's Just Not That Into You (2009) i The Notebook (2004).
Molts creuen que el contingut d'aquest gènere a la indústria és més inclusiu que discriminatori. Les diferents varietats de la protagonista femenina i els temes argumentals s'observen amb més freqüència. La representació de les dones en professions i/o posicions notables dominades pels homes es veu en pel·lícules com Legally Blonde (2001) i The Proposal (2009). Hi ha una ampliació de temes que les pel·lícules presenten en pel·lícules com The Edge of Seventeen (2016) que "explora temes com la pèrdua, el dolor i la depressió, però d'una manera seca, humorística i tallant". Aquestes pel·lícules s'han convertit en un vehicle per a altres qüestions de la nostra societat actual, com ara l'homofòbia i els drets de les dones. Això es pot veure a pel·lícules com, entre d'altres, Love, Simon (2018) i Lady Bird (2017). La indústria ha fet evolucionar el gènere des de només retratar històries romàntiques amb sabó fins a centrar-se en dificultats més realistes.
No hi ha dubte que les "chick flicks" s'entenen malament com a simplement atractius per al públic de la persuasió de les noies adolescents, i no com a candidates serioses a premis i reconeixements del sector cinematogràfic. Sex and the City (1998-2004), una sèrie de l'anomenada "chick television" (la versió televisiva de les "chick flicks"), va ser nominada a 54 premis Emmy, 24 premis Globus d'Or, 11 premis del gremi d'actors de pantalla, 10 premis del gremi de directors d'Amèrica, 7 premis satèl·lit i 4 del gremi de productors. Premis d'Amèrica. Altres "pel·lícules" de gran èxit a la taquilla són Love Actually (2003), Notting Hill (1999) i Mamma Mia (2008).

## Crítica del gènere
El terme chick flick ha generat diverses respostes negatives de la comunitat feminista moderna. La paraula chick (pollet), en el moment àlgid del moviment d'alliberament de les dones als anys 70, es considerava un insult dirigit a les dones." Chick", s'utilitzava per degradar les dones, posant-les com a criatures infantils, delicades i esponjoses que necessitaven protecció dels homes. L'afiliació de chick, amb chick-flicks, ha donat com a resultat una resposta negativa immediata a moltes dones i feministes.
Les "chick flicks" estan unides amb molts estereotips negatius en què les dones solen ser retratades amb dones que són maldestres, descarades, capritxoses, etc. Quan una pel·lícula es marca amb el títol de "chick-flick", per a molts disminueix la credibilitat d'una pel·lícula., dient inherentment que la pel·lícula és cursi, previsible i té una trama pobre. Aquest etiquetatge es veu específicament amb pel·lícules que tenen temes que giren al voltant de les dones, sovint reforçant la idea que els temes que envolten les dones a les pel·lícules no s'han de prendre seriosament. La majoria de les crítiques al gènere se centren en les conseqüències negatives que es deriven del gènere determinats interessos, en aquest cas, el cinema. Autor de The Chick Flick Paradox: despectiu? Feminista? o ambdós? Natalia Thompson afirma que les chick flicks són "un intent d'ajuntar els interessos de tot un gènere en un sol gènere".
Molts crítics argumenten que el gènere innecessari pot afectar negativament a molts grups socials diferents. Hi ha proves de la científica social russa Natal'ia Rimashevskaia que els estereotips de gènere perpetuats encara més pels mitjans de comunicació poden conduir a la discriminació de les dones i limitar el seu "potencial humà i intel·lectual". Més crítiques al terme sorgeixen del contingut real de les pel·lícules en el gènere de la chick flick i de com el contingut afecta la percepció de la societat de les dones. Alguns diuen que les "chick flicks" són accions o intercanvis de microagressions que degraden una persona en funció de la seva pertinença a una "raça, gènere, edat i habilitat".
Els crítics de cinema es preocupen amb el contingut que tenen en comú la majoria de "chick flicks". Tot i que les subcategories representen línies argumentals diferents, totes comparteixen diverses característiques. Moltes "chick flicks" poden tenir "to irònic i autocrític" que la teòrica del cinema Hilary Radner associa amb la literatura per a noies. Aquest to és una de les característiques definitòries del gènere, i ella argumenta que molts creuen que no té substància en comparació amb altres gèneres. Ella diu que segueixen "un conjunt de tropes narratives", que es poden veure com "repetir pel·lícula a pel·lícula". Aquest concepte de "tropes" és molt comú a l'anomenada "chick lit", és a dir, la literatura de la "chick culture", i és un aspecte que ha vessat també al cinema. Radner també continua dient que el gènere és "increïblement heteronormatiu i emblanquinat". Aquestes característiques comunes del gènere poden provocar crítiques per part de grups minoritaris i activistes per la justícia social. Sovint és visible a través de les pel·lícules i la seva tendència a utilitzar l'encastament per als seus papers; per això, actors com Reece Witherspoon, Cameron Diaz, Seth Rogan i Sam Claflin entren a la categoria de "blanquejar" la pel·lícula. Més problemes amb el gènere sorgeixen de l'opinió que les "chick flicks" juguen a l'"inconscient patriarcal" de cada dona. Radner promou aquesta afirmació dient que "constitueix una versió molt atractiva i, per tant sovint explotada, de la identitat femenina".
Alguns argumenten en contra de les crítiques a les "chick flicks". La investigadora Sarah-Mai Dang reconeix que les pel·lícules poden ser "crítiques com una amenaça de reacció contra els èxits del feminisme", però afirma que es poden celebrar per la seva representació de la llibertat femenina. Dang proclama, a més, que dona espai perquè la veu femenina estigui present o escoltada en obres contemporànies com les chick flicks.

## Diversitat del gènere
Les "chick flicks" sovint també s'incorporen al gènere de les comèdies romàntiques. Això redueix el que es pot o no considerar una chick flick, amb molta gent que creu que perquè una pel·lícula es consideri una chick flick ha de tenir romanç i comèdia. Hi ha diferències clau en com es comercialitza una comèdia romàntica contra una chick flick. Sovint es produeix/comercialitza una comèdia romàntica pensant en els homes. No obstant això, una chick flick és "una pel·lícula destinada a atraure especialment a les dones".
Més recentment, les dones s'han preguntat per què el romanç és l'únic que es comercialitza a les dones, quan de fet hi ha molts altres temes, temes i qüestions amb què les dones podrien relacionar-se? Com que no hi ha una categoria de "pel·lícula d'amics", moltes persones no es pregunten si hi ha la necessitat d'associar un gènere de pel·lícula a les dones i després fer-les sentir culpables per agradar-los. D'altres argumenten que les "chick flicks" han estat una continuació de l'"explosió cultural de les noies", que va reflectir i promoure la nova visibilitat de les dones en la cultura popular. En comptes d'això, els chick-flicks es van agrupar amb el producte de la "chick culture" i la decisió deliberada d'adreçar-se al públic femení, el que significa que la importància de les dones en la cultura contemporània anava augmentant.
Ara s'ha adaptat la narració típica d'un "chick flick" d'enamorar-se i, en canvi, hi ha hagut una tendència a l'alça d'incloure una major representació de les dones a les "chick flicks". Les dones que en canvi se centren en la seva vida professional, les dones que rebutgen els estàndards de bellesa i els temes feministes s'han vist en pel·lícules més recents. També hi ha hagut chick flicks que pretenen plantejar preguntes sobre les moltes opcions que les dones han d'afrontar, com ara la possibilitat de tenir-ho tot, i els diferents efectes dels estàndards de bellesa en pel·lícules com Bridget Jones's Diary (2001), The Princess Diaries (2001), i A les seves sabates (2005).
Hi ha hagut poc o gens èmfasi en la inclusió de persones de minories ètniques/racials a les "chick flicks". Si un individu que és una minoria ètnica/racial és elegida com a paper principal, la seva coprotagonista normalment no serà una minoria ètnica. A la pel·lícula Hitch, on Will Smith va ser el protagonista masculí principal i Eva Mendes va ser el protagonista femení va ser una decisió deliberada. Una dona blanca o negra no va ser seleccionada per al paper, ja que Will Smith creia que una parella negra hauria rebutjat el públic a tot el món, mentre que una parella interracial amb un protagonista masculí negre i una protagonista femenina blanca hauria ofès als espectadors als EUA. El fet que seleccionessin al càsting a Eva Mendes es va veure com una solució perquè una protagonista femenina llatina i una protagonista masculina negre no es consideraven tabú als EUA. Veiem aquest tipus de càsting amb moltes pel·lícules diferents com Upgraded (2024) amb una protagonista femenina llatina i un protagonista masculí britànic. Aquest és un tema en curs que planteja qüestions sobre el racisme i els problemes d'inclusió de les minories ètniques a la indústria cinematogràfica, i cal avançar molt en els aparadors de persones de minories ètniques i desfer les relacions LGBTQ+. 

## Exemples
Les pel·lícules següents s'han caracteritzat com a "chick flicks" per alguns comentaristes:
- Cinderella (1950)
- Breakfast at Tiffany's (1961)[23][24]
- Love Story (1970)[24]
- The Way We Were (1973)[25]
- Grease (1978)[26]
- An Officer and a Gentleman (1982)[77][78]
- Valley Girl (1983)
- Terms of Endearment (1983)[29]
- Sixteen Candles (1984)[23][24]
- Dirty Dancing (1987)[23][24]
- Beaches (1988)[29][30]
- Steel Magnolias (1989)[23][29]
- When Harry Met Sally... (1989)[23][31][24]
- Pretty Woman (1990)[30]
- Ghost (1990)[79]
- The Bodyguard (1992)[33]
- Sleepless in Seattle (1993)[24]
- Mad Love (1995)[80]
- Waiting to Exhale (1995)[81]
- Clueless (1995)
- The First Wives Club (1996)[82]
- My Best Friend's Wedding (1997)[31]
- Titanic (1997)[37]
- How Stella Got Her Groove Back (1998)[38]
- One True Thing (1998)[29][38]
- Practical Magic (1998)[83]
- You've Got Mail (1998)[40]
- 10 Things I Hate About You (1999)[23][24]
- The Story of Us (1999)[38]
- Where the Heart Is (2000)[38][40]
- Bridget Jones's Diary (2001)[84]
- Legally Blonde (2001)[40]
- The Princess Diaries (2001)[37]
- Blue Crush (2002)
- How to Lose a Guy in 10 Days (2003)
- 13 Going on 30 (2004)
- Mean Girls (2004)[85][26]
- Sleepover (2004)
- The Notebook (2004)[23][37][24][40][86]
- A Cinderella Story (2004)[87]
- The Sisterhood of the Traveling Pants (2005)[23][40]
- Aquamarine (2006)
- The Devil Wears Prada (2006)[31][37]
- The Lake House (2006)[31][37]
- Hairspray (2007)
- Enchanted (2007)[37]
- 27 Dresses (2008)[31]
- Sex and the City (2008)[23][45][37]
- Twilight (2008)[23][45][37]
- Bride Wars (2009)
- The Proposal (2009)[88][89]
- Confessions of a Shopaholic (2009)
- Bridesmaids (2011)[26]
- Fifty Shades of Grey (2015)[90]
- Tall Girl (2019)[23][31]
- Anyone But You (2024)